# Александрово (Александровское сельское поселение)
Алекса́ндрово (удм. Олександыр) — деревня в Можгинском районе Удмуртской Республики России.

## География
Деревня находится в юго-западной части республики, в зоне хвойно-широколиственных лесов, в пределах Можгинской низменности, к востоку от автодороги М7, на расстоянии примерно 13 км (по прямой) к юго-востоку от города Можга, административного центра района. Абсолютная высота — 162 м над уровнем моря.

### Климат
Климат характеризуется как умеренно континентальный, с продолжительной холодной многоснежной зимой и относительно коротким тёплым летом. Среднегодовая температура воздуха — 2,4 °С. Средняя температура воздуха самого тёплого месяца (июля) — 18 °C (абсолютный максимум — 36,6 °C); самого холодного (января) — −15 °C (абсолютный минимум — −46,8 °C). Среднегодовое количество атмосферных осадков составляет 340—600 мм, из которых большая часть выпадает в тёплый период. Снежный покров держится в течение 155 дней.

### Часовой пояс
Деревня Александрово, как и вся Удмуртская Республика, находится в часовой зоне МСК+1. Смещение применяемого времени относительно UTC составляет +4:00.

## Население
| 2008 | 2010 | 2012 |
| ---- | ---- | ---- |
| 179  | ↘134 | ↘131 |

### Национальный состав
Согласно результатам переписи 2002 года, в национальной структуре населения удмурты составляли 52 % из 147 чел., русские — 47 %.